# Melati Agung
Melati Agung is een bestuurslaag in het regentschap Ogan Komering Ulu van de provincie Zuid-Sumatra, Indonesië. Melati Agung telt 1544 inwoners (volkstelling 2010).